# Pseudephedranthus
Pseudephedranthus is een geslacht uit de familie Annonaceae. De soorten uit het geslacht komen voor van noordelijk Zuid-Amerika tot in Noord-Brazilië.

## Soorten
- Pseudephedranthus enigmaticus Maas & Westra
- Pseudephedranthus fragrans (R.E.Fr.) Aristeg.